# Нигерское движение за справедливость
Нигерское движение за справедливость (фр. Mouvement des Nigériens pour la justice, MNJ) — преимущественно туарегская вооруженная группировка, расположенная в северном Нигере. Также включает в себя другие кочевые племена в данном регионе, такие как тубу и фула, конфликтующие с правительством Нигера с 2007 года.
НДС требует инвестировать в регион большую долю от добычи урана в Северном Нигере. Нигер входит в пятерку лидеров по добыче урана, при этом являясь одной из беднейших стран мира. НДС также требует сокращения территорий, затрагиваемых расширением месторождений, чтобы сохранить пастбища для выпаса скота.
Правительство Нигера считает НДС «бандитами» и «торговцами наркотиками», а на северную часть страны распространяется комендантский час и чрезвычайное положение, ограничивающее ряд прав граждан.

## См.также
- Азаваг
- Восстание туарегов (2007—2009)